# Démographie du Nord-Pas-de-Calais
Le Nord-Pas-de-Calais est la quatrième région la plus peuplée de France et a longtemps été, économiquement et démographiquement, une des plus dynamiques de l'hexagone. Malgré l'atténuation récente de ce phénomène, elle reste une des plus jeunes : le taux de natalité était de 13,7 ‰ en 2005 (contre 12,6 ‰ pour l'ensemble de la France métropolitaine). Les moins de 20 ans formaient 27,8 % de la population en 2005 (contre 25,2 % pour la Métropole),.
Le Nord-Pas-de-Calais est densément peuplé avec ses 322,7 hab./km2 en 1999. Il y a plusieurs raisons à cela, dont une natalité qui a longtemps été élevée, un fort excédent naturel et depuis la révolution industrielle une forte immigration (belge avant 1910, polonaise dans les mines, italienne entre 1920 et 1930, maghrébine après 1945).

## Évolution de la population
| Années | Population au 1er janvier | Population au 1er janvier    | Population au 1er janvier |
| Années | département du Nord       | département du Pas-de-Calais | Total Région              |
| ------ | ------------------------- | ---------------------------- | ------------------------- |
| 1801   | 765 923                   | 505 615                      | 1 271 538                 |
| 1851   | 1 159 301                 | 693 878                      | 1 853 179                 |
| 1861   | 1 303 380                 | 724 338                      | 2 029 618                 |
| 1872   | 1 447 764                 | 761 158                      | 2 210 822                 |
| 1881   | 1 603 259                 | 819 022                      | 2 424 118                 |
| 1891   | 1 736 341                 | 874 364                      | 2 612 289                 |
| 1901   | 1 867 408                 | 956 466                      | 2 823 874                 |
| 1911   | 1 962 679                 | 1 068 821                    | 3 031 500                 |
| 1921   | 1 788 727                 | 900 704                      | 2 778 897                 |
| 1936   | 2 022 998                 | 1 179 634                    | 3 202 632                 |
| 1946   | 1 918 254                 | 1 169 196                    | 3 086 890                 |
| 1954   | 2 099 430                 | 1 227 467                    | 3 376 272                 |
| 1962   | 2 293 112                 | 1 366 282                    | 3 659 394                 |
| 1968   | 2 418 165                 | 1 397 781                    | 3 815 946                 |
| 1975   | 2 511 478                 | 1 392 295                    | 3 913 773                 |
| 1982   | 2 520 526                 | 1 412 413                    | 3 932 939                 |
| 1990   | 2 529 495                 | 1 432 208                    | 3 961 703                 |
| 1991   | 2 531 624                 | 1 433 769                    | 3 965 393                 |
| 1992   | 2 536 843                 | 1 434 353                    | 3 971 196                 |
| 1993   | 2 541 429                 | 1 436 353                    | 3 977 782                 |
| 1994   | 2 544 978                 | 1 436 805                    | 3 981 783                 |
| 1995   | 2 548 948                 | 1 437 398                    | 3 986 346                 |
| 1999   | 2 555 471                 | 1 441 996                    | 3 997 467                 |
| 2000   | 2 560 144                 | 1 444 960                    | 4 005 104                 |
| 2001   | 2 565 457                 | 1 448 228                    | 4 013 685                 |
| 2002   | 2 569 429                 | 1 451 085                    | 4 020 514                 |
| 2003   | 2 571 987                 | 1 452 590                    | 4 024 577                 |
| 2004   | 2 573 309                 | 1 453 722                    | 4 027 031                 |
| 2005   | 2 563 886                 | 1 451 727                    | 4 015 613                 |
| 2006   | 2 565 257                 | 1 453 387                    | 4 018 644                 |
| 2007   | 2 564 950                 | 1 456 726                    | 4 021 676                 |
| 2008   | 2 564 959                 | 1 459 531                    | 4 024 490                 |
| 2009   | 2 571 940                 | 1 461 257                    | 4 033 197                 |
| 2010   | 2 576 770                 | 1 461 387                    | 4 038 157                 |
| 2011   | 2 580 343                 | 1 463 413                    | 4 043 756                 |
| 2012   | 2 587 128                 | 1 463 628                    | 4 050 756                 |
| Années | département du Nord       | département du Pas-de-Calais | Total Région              |

- (p) = provisoire
- Sources : INSEE[3],[2],[4],[5] ; IAURIF[6] ; SREF[7].

En 1954, la population représentait 7,8 % de la population nationale. Depuis, le ralentissement de la croissance est lié à l'atténuation des excédents naturels et des soldes migratoires. Avant la crise consécutive aux chocs pétroliers, les habitants du Nord avaient une dominante ouvrière très marquée (48,1 % des actifs en 1975).

### Évolution par arrondissement
Les chiffres sont fournis par l'INSEE
| Arrondissements        | Population | Population | Population | Accroissement 1982-99 |
| Arrondissements        | 1982       | 1990       | 1999       | Accroissement 1982-99 |
| ---------------------- | ---------- | ---------- | ---------- | --------------------- |
| Nord                   | 2 520 526  | 2 531 855  | 2 555 020  | 34 494                |
| -- Avesnes-sur-l'Helpe | 250 632    | 245 460    | 238 466    | -12 166               |
| -- Cambrai             | 167 699    | 162 162    | 158 845    | -8 854                |
| -- Douai               | 244 092    | 247 015    | 246 987    | 2 895                 |
| -- Dunkerque           | 371 670    | 375 073    | 379 702    | 8 032                 |
| -- Lille               | 1 126 088  | 1 152 883  | 1 182 026  | 55 938                |
| -- Valenciennes        | 360 345    | 349 262    | 348 994    | -11 351               |
| Pas-de-Calais          | 1 412 413  | 1 433 203  | 1 441 568  | 29 155                |
| -- Arras               | 296 649    | 299 123    | 300 785    | 4 136                 |
| -- Béthune             | 277 201    | 282 966    | 279 783    | 2 582                 |
| -- Boulogne-sur-Mer    | 158 180    | 158 703    | 163 159    | 4 979                 |
| -- Calais              | 113 001    | 114 702    | 118 311    | 5 310                 |
| -- Lens                | 332 152    | 331 256    | 326 719    | -5 433                |
| -- Montreuil           | 95 636     | 98 264     | 99 288     | 3 652                 |
| -- Saint-Omer          | 139 594    | 148 189    | 153 523    | 13 929                |
| Région                 | 3 932 939  | 3 965 058  | 3 996 588  | 63 649                |

Entre 1982 et 1999, plus de 85 % de l'accroissement démographique vont à l'arrondissement de Lille, lequel coïncide assez bien avec l'aire urbaine de la métropole régionale. Entre 1990 et 1999, c'est même presque la totalité de l'accroissement démographique de la région qui se concentre autour de la métropole. C'est cependant l'arrondissement de Saint-Omer qui est le plus dynamique. Si l'on ajoute que les arrondissements de Dunkerque, Calais, Boulogne-sur-Mer et Arras ont enregistré quelques bonnes progressions, on doit admettre que le développement démographique se concentre ces dernières décennies dans le nord de la région, autour d'un axe Lille-Calais, bien que la capitale du Pas-de-Calais ne se trouve pas dans cette zone.
En revanche les arrondissements de Valenciennes, d'Avesnes-sur-Helpe et de Cambrai ont souffert de dépopulation. Ces arrondissements qui, ensemble, constituent le Hainaut français et le Cambrésis recouvrent les zones de la région les plus éloignées de la zone littorale. L'arrondissement de Lens a également perdu quelques milliers d'habitants.

## Mouvement naturel de la population
Chiffres fournis par l'INSEE,,.
| Département   | 2000   | 2000   | 2000   | 2004   | 2004   | 2004   | 2005   | 2005   | 2005   | 2006   | 2006  | 2006  |
| Département   | Naiss. | Décès  | Solde  | Naiss. | Décès  | Solde  | Naiss. | Décès  | Solde  | Naiss. | Décès | Solde |
| ------------- | ------ | ------ | ------ | ------ | ------ | ------ | ------ | ------ | ------ | ------ | ----- | ----- |
| Nord          | 37 464 | 22 647 | 14 817 | 36 257 | 21 167 | 15 090 | 35 960 | 21 895 | 16 553 | 36 858 |       |       |
| Pas-de-Calais | 20 074 | 14 082 | 5 992  | 19 304 | 13 421 | 5 883  | 19 407 | 13 944 | 5 463  | 19 780 |       |       |
| Région        | 57 538 | 36 729 | 20 809 | 55 561 | 34 588 | 20 973 | 55 367 | 35 839 | 19 528 | 56 638 |       |       |

La hausse de plus de 1250 naissances enregistrée en 2006, permet à la région de récupérer une bonne partie de la baisse observée entre 2000 et 2005. À noter que celle-ci était due au contrecoup de la forte baisse de fécondité observée dans les années 1970-80, ainsi qu'à l'émigration qui frappe surtout les jeunes. Au total la fécondité n'a pas baissé entre 2000 et 2006.

## Fécondité par département
Le nombre moyen d'enfants par femme ou indice conjoncturel de fécondité a évolué comme suit pour chaque département et pour l'ensemble de la région : 
| Département           | Fécondité 1999 | Fécondité 2000 | Fécondité 2001 | Fécondité 2002 | Fécondité 2003 | Fécondité 2004 | Fécondité 2005 |
| --------------------- | -------------- | -------------- | -------------- | -------------- | -------------- | -------------- | -------------- |
| Nord                  | 1,93           | 1,99           | 1,98           | 1,97           | 1,94           | 1,96           |                |
| Pas-de-Calais         | 1,99           | 2,06           | 2,07           | 2,02           | 1,97           | 2,02           |                |
| Région                | 1,94           | 2,01           | 2,01           | 1,99           | 1,95           | 1,98           |                |
| France métropolitaine | 1,79           | 1,87           | 1,88           | 1,87           | 1,87           | 1,89           | 1,92           |

### Évolution récente de la fécondité
Les données de fécondité postérieures à 2003 sont fort fragmentaires. L'INSEE Bretagne nous révèle cependant qu'en 2005, la fécondité a dépassé le seuil du taux de fécondité de 2,0 dans 5 régions, avec en tête les Pays de la Loire. Il s'agit en outre du Nord-Pas-de-Calais, de la Picardie, de la Franche-Comté et de la région Centre. Le Nord-Pas-de-Calais garde ainsi sa place au sein des régions les plus fertiles du pays. Ce mouvement est confirmé par la hausse des naissances observée en 2006, malgré un nombre de femmes susceptibles de procréer en baisse continue depuis la fin des années 1990[réf. nécessaire].

## Étrangers et immigrés
Par immigré on entend quelqu'un résidant en France, né étranger à l'étranger. Il peut être devenu français par acquisition ou avoir gardé sa nationalité étrangère. Par contre le groupe des étrangers est constitué par l'ensemble des résidents ayant une nationalité étrangère, qu'ils soient nés en France ou hors de France. Les Français de naissance ne sont pas des immigrés, même s'ils sont nés hors de France[réf. nécessaire].
Note :
Le code de la nationalité française déclare que toute personne née d'au moins un parent français est française à la naissance (par filiation). Est également française à la naissance, toute personne née en France d'au moins un parent lui-même né en France (double droit du sol). Ainsi donc tout enfant d'un étranger né lui-même en France est français de plein droit.
Les enfants nés en France de parents étrangers nés tous deux à l'étranger sont donc étrangers, mais deviennent Français de plein droit à 18 ans, s'ils y résident et y ont résidé de manière continue ou discontinue pendant cinq années depuis l'âge de 11 ans et s'ils ne désirent pas conserver leur nationalité d'origine. Cependant le mineur de 16 ans accomplis peut faire la demande d'acquisition anticipée de la nationalité sans l'accord de ses parents et sous les mêmes conditions de durée de résidence en France durant cinq années depuis l'âge de 11 ans. De plus, dès l'âge de 13 ans, les parents peuvent demander la nationalité française pour leur enfant, avec son accord (sous condition d'avoir résidé cinq ans en France depuis l'âge de 8 ans).

### Nombre d'immigrés et d'étrangers dans le Nord-Pas-de-Calais
|                                              | Effectifs début 1999 | Effectifs à la mi-2004 |
| -------------------------------------------- | -------------------- | ---------------------- |
| Étrangers                                    | 131 465              | 127 000                |
| -- Étrangers nés en France                   | 22 522               | 18 000                 |
| -- Étrangers nés à l'étranger                | 108 943              | 109 000                |
| Immigrés                                     | 172 737              | 179 100                |
| -- Français par acquisition nés à l'étranger | 63 794               | 70 100                 |
| -- Étrangers nés à l'étranger                | 108 943              | 109 000                |

### Répartition des immigrés par région du monde et pays de naissance
Pays de naissance des immigrés vivant en région Nord-Pas-de-Calais en 1999
Source :
| Origine                 | Immigrés 1999 | dont % de naturalisés | % sur total des immigrés |
| ----------------------- | ------------- | --------------------- | ------------------------ |
| Total Général           | 172 584       | 36,8                  | 100,0                    |
| Europe                  | 83 277        | 47,1                  | 48,3                     |
| Europe des 15           | 63 803        | 39,9                  | 37,0                     |
| -- Belgique             | 18 471        | 45,7                  | 10,7                     |
| -- Italie               | 15 339        | 37,3                  | 8,9                      |
| -- Portugal             | 13 296        | 20,2                  | 7,7                      |
| -- Allemagne            | 8 705         | 69,0                  | 5,0                      |
| -- Espagne              | 4 229         | 37,9                  | 2,5                      |
| -- Royaume-Uni          | 2 034         | 20,8                  | 1,2                      |
| -- Autres Europe des 15 | 1 729         | 33,4                  | 1,0                      |
| Autres Europe           | 19 474        | 70,6                  | 11,3                     |
| -- Pologne              | 15 029        | 73,3                  | 8,7                      |
| -- ex-Yougoslavie       | 1 467         | 60,3                  | 0,9                      |
| -- Autres               | 2 978         | 62,5                  | 1,7                      |
| Afrique                 | 77 407        | 23,7                  | 44,9                     |
| Maghreb                 | 68 618        | 21,9                  | 39,8                     |
| -- Algérie              | 35 302        | 25,2                  | 20,5                     |
| -- Maroc                | 30 683        | 17,2                  | 17,8                     |
| -- Tunisie              | 2 633         | 34,0                  | 1,5                      |
| Autres Afrique          | 8 789         | 37,3                  | 5,1                      |
| Asie                    | 9 369         | 47,5                  | 5,4                      |
| -- Turquie              | 2 280         | 10,8                  | 1,3                      |
| -- Laos                 | 1 278         | 62,9                  | 0,7                      |
| -- Vietnam              | 1 205         | 80,4                  | 0,7                      |
| -- Autres Asie          | 4 606         | 52,7                  | 2,7                      |
| Amérique/Océanie        | 2 414         | 61,4                  | 1,4                      |
| Total Général           | 172 584       | 36,8                  | 100,0                    |
|                         | Immigrés 1999 | dont % de naturalisés | % sur total des immigrés |

### Évolution de la répartition par sexe des immigrés
| Année     | Région Nord-Pas-de-Calais | Région Nord-Pas-de-Calais | Région Nord-Pas-de-Calais | Région Nord-Pas-de-Calais | France métropolitaine | France métropolitaine | France métropolitaine | France métropolitaine |
| Année     | Hommes                    | Femmes                    | Ensemble                  | % de la population        | Hommes                | Femmes                | Ensemble              | % de la population    |
| --------- | ------------------------- | ------------------------- | ------------------------- | ------------------------- | --------------------- | --------------------- | --------------------- | --------------------- |
| 1982      | 106 016                   | 103 380                   | 209 396                   | 5,3                       | 2 178 816             | 1 858 220             | 4 037 036             | 7,4                   |
| 1990      | 93 419                    | 95 977                    | 189 396                   | 4,8                       | 2 168 271             | 1 997 681             | 4 165 952             | 7,4                   |
| 1999      | 84 925                    | 87 659                    | 172 584                   | 4,3                       | 2 166 318             | 2 139 776             | 4 306 094             | 7,4                   |
| 2004-2005 | 89 400                    | 89 700                    | 179 100                   | 4,5                       | 2 445 000             | 2 485 000             | 4 930 000             | 8,1                   |

Source : INSEE Nord-Pas-de-Calais 

### Évolution du nombre des immigrés et des étrangers depuis 1968
Source :. 
|            | 1968    | 1975    | 1982    | 1990    | 1999    | 2004    |
| ---------- | ------- | ------- | ------- | ------- | ------- | ------- |
| Population |         |         |         |         |         |         |
| Immigrés   | 224 880 | 228 475 | 209 396 | 189 396 | 172 584 | 179 100 |
| %          | 5,9     | 5,8     | 5,3     | 4,8     | 4,3     | 4,5     |
| Étrangers  | 183 700 | 204 810 | 196 368 | 166 543 | 131 695 | 127 000 |
| %          | 4,8     | 5,2     | 5,0     | 4,2     | 3,3     | 3,2     |

### Répartition des naissances par nationalité de la mère
Chiffres de l'INSEE pour l'année 2004 :
|                            | Ensemble | Françaises | Étrangères | Étrangères | Étrangères | Étrangères | Étrangères | Étrangères | Étrangères |
| Total étrangères           | Ensemble | Françaises | Algérie    | Espagne    | Italie     | Portugal   | Maroc      | Tunisie    |            |
| -------------------------- | -------- | ---------- | ---------- | ---------- | ---------- | ---------- | ---------- | ---------- | ---------- |
| Nord                       | 36.257   | 33.782     | 2.475      | 792        | 23         | 28         | 59         | 712        | 58         |
| Pas-de-Calais              | 19.304   | 18.970     | 334        | 75         | 1          | 5          | 4          | 123        | 5          |
| Nord-Pas-de-Calais         | 55.561   | 52.752     | 2.809      | 867        | 24         | 33         | 63         | 835        | 63         |
| -- naissances légitimes    | 28.750   | 26.437     | 2.313      | 774        | 12         | 19         | 40         | 793        | 62         |
| -- naissances hors-mariage | 26.811   | 26.315     | 496        | 93         | 12         | 14         | 23         | 42         | 1          |

L'important contingent de naissances de mère maghrébine (1.765 pour l'ensemble), très largement supérieur à celui des naissances d'origine euro-méditerranéenne (120 pour les trois pays), indique que la région reçoit encore un apport régulier en jeunes adultes maghrébins, alors que, sauf pour le Portugal, l'immigration de jeunes européens du sud a quasi cessé, entraînant un large vieillissement des communautés espagnoles et italiennes.
Si la moitié des naissances de mère française ont lieu désormais hors-mariage, il n'en va pas du tout de même pour les mères étrangères surtout celles de tradition musulmane (Tunisie).

## Villes et aires urbaines

### Intense urbanisation
À l'échelle nationale, l'urbanisation a pris une forme unique : importante population citadine (86,4 %), grand nombre de villes (511) et d'agglomérations (105). Elle concerne autant les petites villes isolées que les grandes agglomérations du bassin minier ou encore de la conurbation lilloise. Coiffant le réseau urbain, cette dernière s'appuie sur une quinzaine de communes moyennes. Une bonne partie des communes rurales situées à proximité des villes sont en réalité des zones périurbaines dont au moins 40 % de la population active travaille dans le centre urbain. Il en résulte une moyenne de nombre d'habitants par commune de près de 2600, supérieure à la moyenne nationale de 1600.
Sept villes régionales sont classées parmi les principales en France en nombre d'habitants, notamment Lille qui avec 182 228 habitants en 1999 arrive au treizième rang avec une progression de +5,86 % par rapport à 1990. Mais ce sont Saint-Omer, Calais et Arras qui, dans la région, ont connu les plus fortes progressions relatives de leurs populations.

### Les principales aires urbaines

Carte des communes de plus de 10 000 habitants :
Jaune : entre 10 000 et 20 000 habitants
Orange : entre 20 001 et 50 000 habitants
Rouge : entre 50 001 et 100 000 habitants
Pourpre : Lille (212 000 habitants)

Les populations suivantes se réfèrent aux aires urbaines dans leur extension définie lors du recensement de 1999
| Aires urbaines                                       | Date du recensement | Date du recensement | Date du recensement |
| Aires urbaines                                       | 1982                | 1990                | 1999                |
| ---------------------------------------------------- | ------------------- | ------------------- | ------------------- |
| Lille (y.c. Roubaix, Tourcoing et Villeneuve-d'Ascq) | 1 081 470           | 1 110 895           | 1 143 125           |
| Douai-Lens (59)/(62)                                 | 564 268             | 561 139             | 552 682             |
| Valenciennes (59)                                    | 411 975             | 400 539             | 399 677             |
| Dunkerque (59)                                       | 264 720             | 265 172             | 265 974             |
| Béthune (62)                                         | 268 603             | 270 909             | 268 439             |
| Boulogne-sur-Mer (62)                                | 130 921             | 131 210             | 135 116             |
| Calais (62)                                          | 118 145             | 121 458             | 125 584             |
| Arras (62)                                           | 119 962             | 122 911             | 124 206             |
| Maubeuge (59)                                        | 123 807             | 121 599             | 117 470             |
| Saint-Omer (62)                                      | 87 182              | 90 791              | 93 516              |
| Cambrai (59)                                         | 60 360              | 58 855              | 58 828              |
| Armentières (59)                                     | 55 913              | 57 738              | 58 706              |
| Merville (59)                                        | 28 144              | 30 964              | 31 514              |
| Étaples (62)                                         | 25 013              | 26 002              | 26 686              |
| Hazebrouck (59)                                      | 24 535              | 25 134              | 26 217              |
| Berck (62)                                           | 21 280              | 22 561              | 23 196              |
| Aulnoye-Aymeries (59)                                | 21 646              | 21 101              | 20 047              |
| Bailleul (59)                                        | 16 484              | 17 198              | 17 732              |
| Fourmies (59)                                        | 18 824              | 18 049              | 17 151              |

On peut constater que l'agglomération lilloise est en expansion démographique modeste (5,7 % sur 17 ans), entraînant avec elle les aires urbaines de Merville et Armentières, ainsi qu'Hazebrouck et Bailleul. Quasi toutes les aires urbaines du centre-sud et de l'est de la région, à l'exception d'Arras sont en régression, parfois importante comme Maubeuge et Fourmies. La fermeture des mines et la désindustrialisation y ont fait des ravages, à l'instar du Hainaut wallon voisin.
Par contre dans le Pas-de-Calais, les vastes régions maritimes sont en expansion démographique, légère certes mais indiscutable (Calais, Boulogne-sur-Mer, Étaples et Berck), y compris la ville de Saint-Omer.

## Densité de population
|                    | Densité de population en 2000 | Densité de population en 2000 | Densité de population en 2000 |
| Nord Pas-de-Calais | France métropolitaine         | UE des 15                     |                               |
| ------------------ | ----------------------------- | ----------------------------- | ----------------------------- |
| Habitants au km2   | 322                           | 106                           | 116                           |

Source Insee

## Structure par âge et tendances
| âge         | Nord-Pas-de-Calais | France |
| ----------- | ------------------ | ------ |
| - de 20 ans | 28,0 %             | 24,6 % |
| 20 à 59 ans | 53,2 %             | 54,1 % |
| 60 ans et + | 18,7 %             | 21,3 % |

Source Insee
Comme dans tous les pays riches, l'âge moyen tend à augmenter en raison d'une augmentation de l'espérance de vie, des effets retardés du baby boom ; Le poids des seniors (65 ans et plus) prend de plus en plus d'importance par rapport à celui des moins de 20 ans : En 2013, sur 100 personnes de moins de 20 ans, 55 personnes ont 65 ans et plus. 

Cette tendance est assez générale en France, où la région Nord-Pas-de-Calais reste la plus jeune  : en 2013, les moins de 20 ans représentent 26,8 % de la population régionale.

## La langue flamande

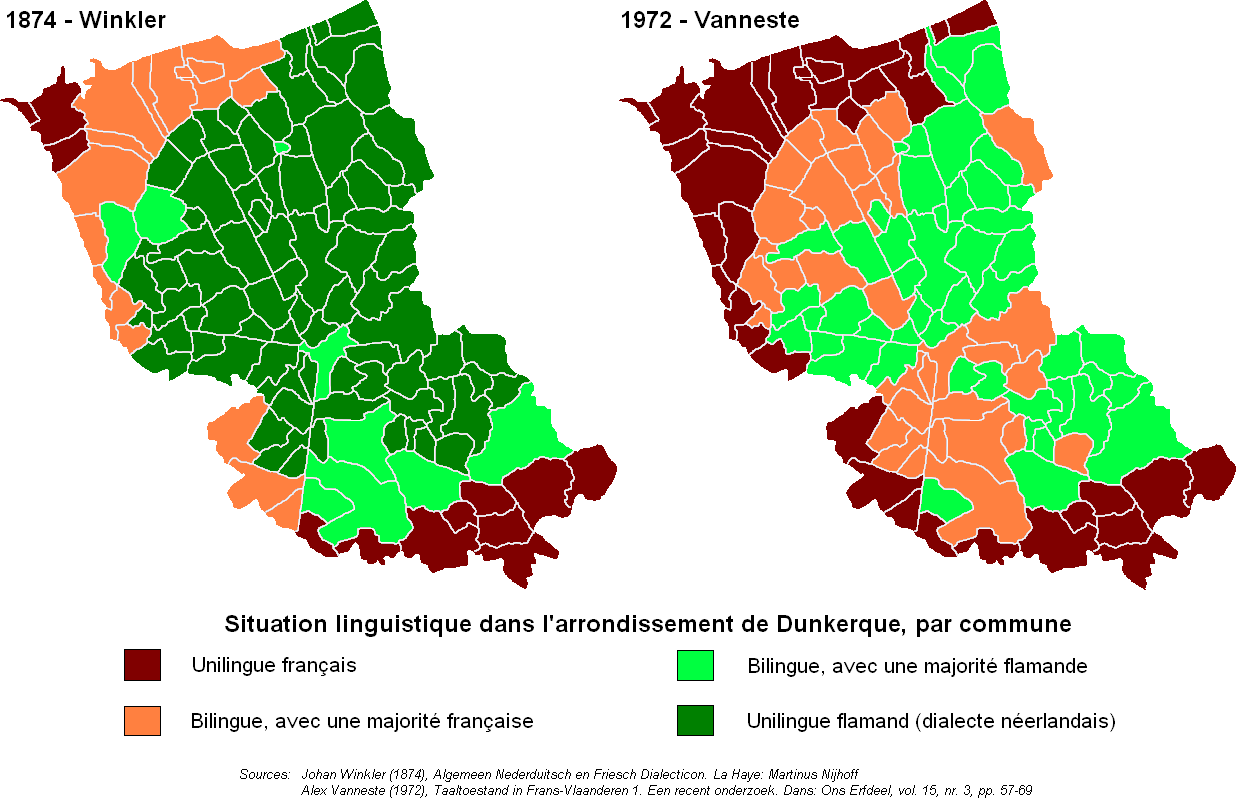
Extension des parlers flamands dans l'arrondissement de Dunkerque, en 1874 et 1972.

Le flamand ou vlaemsch, variété du néerlandais, est avec le chti ou picard, l'une des deux langues régionales du Nord-Pas-de-Calais. Il se parle dans l'arrondissement de Dunkerque et y concerne plus ou moins 60 000 locuteurs de plus de 18 ans. Au Moyen Âge, l'aire d'extension de la langue flamande était beaucoup plus importante qu'actuellement. Les différents dialectes flamands se parlaient dans les régions de Saint-Omer, Calais (Kaleis en flamand) et englobaient Boulogne-sur-Mer (Boonen), ainsi que Roubaix (Rosbeek ce qui signifie rivière aux roseaux), Wattrelos et Halluin. Les parlers flamands ont progressivement reculé de ces régions, n'y laissant qu'une série de toponymes ou noms de localités et autres lieux, typiquement germaniques et à peine francisés (Audinghen, Audruicq, Bayenghem, Éperlecques et bien d'autres encore). Au XIXe siècle le territoire sur lequel le flamand se parlait encore correspondait approximativement à l'arrondissement de Dunkerque. Mais progressivement, dans les villes d'abord, puis dans les campagnes, le français s'implanta, là comme presque partout ailleurs dans les provinces, car il était le seul à être enseigné dans les écoles.
La carte ci-contre mesure la régression de l'usage du flamand dans l'arrondissement de Dunkerque, sur une période d'un siècle. On remarque que Dunkerque, jadis bilingue est devenue exclusivement francophone. Signalons que le flamand se parle toujours dans des petites villes, telles Hondschoote, Cassel et surtout Bailleul (Belle en flamand).

### Situation en 1999
Comme c'est aussi le cas pour la langue picarde, la langue flamande est surtout déclarée par les générations les plus anciennes. D'après l'enquête de l'INSEE menée conjointement avec le recensement de 1999, la proportion de locuteurs est divisée par 13,3 pour le flamand, entre les gens âgés de plus de 60 ans et les moins de 25 ans (par 2,4 pour le picard)[réf. nécessaire]. 
Le taux de conservation de la langue flamande (défini comme la proportion des adultes ayant entendu leurs parents parler le flamand et qui eux aussi l'utilisent, fût-ce occasionnellement) est de l'ordre du tiers (33 %). Cette proportion atteint 42 % chez les agriculteurs. Remarquons que le chiffre de 33 % comme taux de conservation implique celui de 11 % seulement de conservation après deux générations, c’est-à-dire en plus ou moins 60 ans. Parmi les locuteurs du flamand, une grosse moitié appartiennent aux catégories des ouvriers et des employés, et 11 % sont agriculteurs[réf. nécessaire].